# Alfred Osmani
Alfred Osmani (Durazzo, 20 febbraio 1983) è un allenatore di calcio ed ex calciatore albanese, di ruolo portiere, preparatore dei portieri della Nazionale albanese Under-21.

## Palmarès

### Club

#### Competizioni nazionali
- Coppa d'Albania: 1

Teuta: 2004-2005